# Българско училище „Канатица“
Българското училище „Канатица“ е училище на българската общност в град Вьове, Швейцария. Създадено е през 2022 г. То функционира към Българо-швейцарската асоциация „Канатица“. През учебната 2022/2023 г. в него се обучават над 20 деца. Към 2024 г. директорка на училището е Милена Бутиер.

## История
Училището е открито на 3 септември 2022 г. То е учредено от Българо-швейцарската асоциация „Канатица“, създадена година по-рано, с цел да съхранява и разпространява българския език и култура. Учебната 2024/2025 г. в училището стартира с три класни стаи.

## Ученици
Брой на учениците през учебните години:
- над 20 – учебна 2022/2023 г.[3]